# شلومو سند
شلومو زند (به عبری: שלמה זנד) زاده ۱۰ سپتامبر ۱۹۴۶ در اتریش، استاد بازنشسته دانشگاه تل‌آویو است. وی بیشتر به خاطر انتشار کتاب پرفروش اختراع قوم یهود شناخته می‌شود. وی هم‌اکنون در محله معتبر رامات آویو در تل آویو زندگی می‌کند.
زاند در لیدز اتریش پیش  
  نجات یافته گان لهستانی هلوکاست متولد شد  .  
پدر او از خاخامهای رد شده است که از مطالعات تلمود 
در یشیوا رد شده است و از خدمت در کنیسه خلع شده است . هر دو والدین او داری عقاید کمونیست و ضد امپریالیست بودند و از دریافت غرامت برای سختیهای که در جنگ جهانی دوم متحمل شدن امتناع کردند . زند دو سال زندگی خود رو در کمپ جابه جایی نزدیک مونیخ گذراند و به سمت یافا رفتند جایی که پدرش کار حمل بار در قرارگاه حزب کمونیست پیدا کرد  .او در جنگ شش روزه خدمت کرد واحد که او در ان خدمت میکرد دچار تلفات سنگینی در ابو تور در شرق اورشلیم شد  که در تبدیل او به یک چپ گرای تندرو موثر بود
https://en.m.wikipedia.org/wiki/Shlomo_Sand